# Hiện vật lạc chỗ

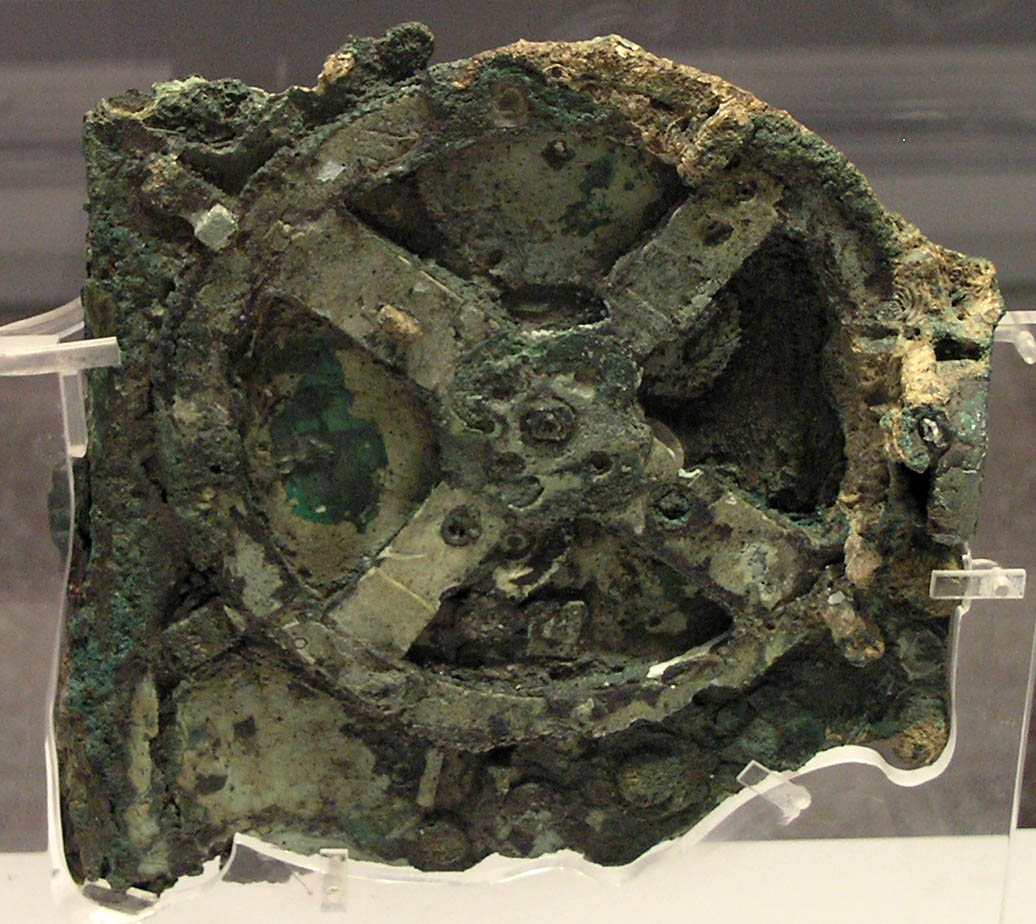
Mảnh vỡ của Cỗ máy Antikythera, một máy tính analog từ thế kỷ thứ 2 TCN cho thấy một mức độ phức tạp chưa từng biết đến

Hiện vật lạc chỗ (OOPArt) là một hiện vật lịch sử hoặc khảo cổ mà một vài người cho là ở một trình độ quá cao, không phù hợp cho công nghệ thời cổ đó. Có người khác cho là con người đã hiện diện ở một thời cổ xưa nào đó, xa xưa hơn như đã từng được biết đến. Thí dụ điển hình là Cỗ máy Antikythera, Pin Baghdad, và Búa London.
- Cỗ máy Antikythera là một máy tính analog[1][2][3][4] và mô hình hệ mặt trời cơ học phát minh bởi người Hy Lạp cổ đại được sử dụng để dự đoán vị trí của các sự kiện thiên văn và nhật thực cho các mục đích về lịch và chiêm tinh trong nhiều thập niên trước.[5][6][7] Nó cũng có thể được sử dụng để canh lịch việc đăng cai tổ chức Thế vận hội Olympic cổ đại 4 năm một lần.[8][9][10]

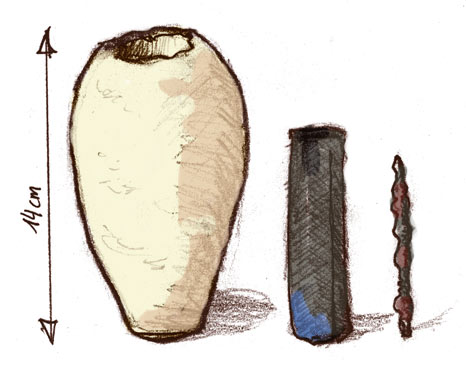
Bộ ba hiện vật của Pin Baghdad

- Pin Baghdad là một bộ ba hiện vật gồm một bình đất sét nung, một ống đồng và một thanh sắt. Chúng được phát hiện ở Khujut Rabu hiện đại, Iraq ngày nay, năm 1936. Một số nhà lý thuyết bên lề đã đưa ra giả thuyết rằng cục pin nhân tạo này hoạt động như một pin Galvanic, có thể được dùng để mạ điện hoặc bất cứ loại điện xung trị liệu nào, nhưng không có một vật mạ nào được biết đến trong giai đoạn này.[11][12] Hơn nữa, nguồn gốc và mục đích sử dụng của pin Baghdad vẫn chưa rõ ràng, và cần thêm bằng chứng để giải thích mục đích hoạt động thật sự của nó.[13][14]

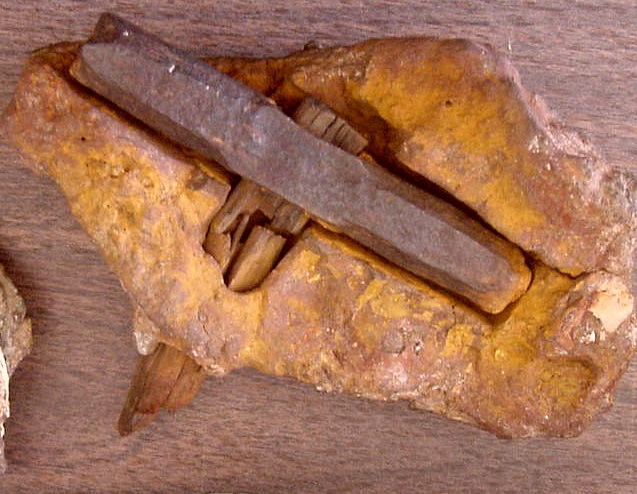
Búa London, năm 1986

- Búa London là một cái búa làm bằng sắt và gỗ, tìm thấy được năm 1936, ở London, một thị trấn nhỏ của Texas. Một phần của cái búa này được bao bọc bởi một cục đá của kỷ Ordovic xa xưa hơn "400 triệu năm".